# Relações entre Afeganistão e Índia
As relações bilaterais entre a República Islâmica do Afeganistão e a República da Índia têm sido tradicionalmente fortes e amigáveis. Embora a República da Índia fosse o único país sul-asiático a reconhecer a República Democrática do Afeganistão apoiada pelos soviéticos na década de 1980, suas relações diminuíram durante a década de 1990, devido a Guerra Civil Afegã e o governo Talibã. A Índia ajudou na derrubada do Talibã e tornou-se o maior fornecedor regional de ajuda humanitária e na reconstrução do Afeganistão. Os indianos estão trabalhando em vários projetos de construção, como parte dos esforços de reconstrução afegã. O Paquistão, por sua vez, alega que a agência de inteligência indiana, RAW, estaria encobrindo operações para difamar o Paquistão e treinar e apoiar os insurgentes, uma reivindicação fortemente rejeitada pela Índia e pelos Estados Unidos, o último sendo historicamente um forte aliado do Paquistão.
Na sequência do atentado a embaixada indiana em Cabul de 2008, o Ministério das Relações Exteriores do Afeganistão citou a Índia como um "país irmão" e as relações entre os dois como aquela que "nenhum inimigo pode dificultar". As relações entre o Afeganistão e a Índia receberam um grande impulso em 2011, com a assinatura de um acordo de parceria estratégica, pela primeira vez desde a invasão soviética do Afeganistão de 1979.